# Campionato francese di hockey su pista 1914
Il Campionato francese di hockey su pista 1914 è stata la 4ª edizione del campionato nazionale francese di hockey su pista di prima divisione. Il torneo fu organizzato dalla Federazione di pattinaggio della Francia. Il titolo è stato conquistato dal Paris per la 1ª volta nella sua storia.

## Squadre partecipanti
| Club             | Stagione | Città     | Impianto | Sponsor | Stagione precedente           |
| ---------------- | -------- | --------- | -------- | ------- | ----------------------------- |
| Rink Burdigalien | dettagli | Bordeaux  |          |         | Finalista                     |
| Paris            | dettagli | Parigi    |          |         |                               |
| Tourcoing        | dettagli | Tourcoing |          |         | Campione di Francia in carica |

## Campioni
| Campione di Francia 1914 |
| ------------------------ |
| Paris 1º titolo          |